# Amy Baserga
Amy Alessia Baserga (* 29. September 2000 in Zürich) ist eine Schweizer Biathletin. Sie ist zweifache Juniorenweltmeisterin und seit 2021 Teil der Weltcupmannschaft. Zudem nahm sie an den Olympischen Spielen 2022 teil.

## Sportliche Laufbahn

### Grosse Erfolge auf Juniorenebene
Amy Baserga bestritt ihre ersten internationalen Wettkämpfe bei den Jugendweltmeisterschaften 2017 in Brezno-Osrblie. Ein Jahr später gewann sie bei den Junioreneuropameisterschaften auf der Pokljuka-Hochebene in Slowenien mit Silber im Einzelwettkampf ihre erste Medaille, bei den Jugendweltmeisterschaften 2018 in Otepää folgte eine Bronzemedaille im Verfolgungswettkampf. Mit Silber im Sprint und Gold in der Verfolgung verliefen die Jugendweltmeisterschaften 2019 in Orsblie noch erfolgreicher, bei der Junioren-EM desselben Jahres im norwegischen Sjusjøen gewann Baserga gemeinsam mit Sebastian Stalder die Silbermedaille in der Single-Mixed-Staffel.
Im Winter 2019/20 ging sie anfangs im IBU-Junior-Cup an den Start. Bis zum Saisonhöhepunkt bestritt die Schweizerin fünf Rennen, von denen sie drei gewann und bei den zwei restlichen jeweils den zweiten Platz belegte. Bei den Juniorenweltmeisterschaften in der Lenzerheide sicherte sie sich die Bronzemedaille im Einzelwettkampf, mit einem vierten Rang im Sprint verfehlte sie die Medaillenränge nur um 1,5 Sekunden. Nach den Juniorenweltmeisterschaften gab Baserga in Martell ihr Debüt im IBU-Cup und erzielte in ihrem ersten Rennen, dem Supersprint, nach Bestzeit in der Qualifikation mit dem dritten Platz hinter Ingela Andersson und Jewgenija Pawlowa auf Anhieb eine Podiumsplatzierung. Am Arber gewann sie wenig später mit dem Supersprint ihr letztes Junior-Cup-Rennen. Nach einer vor allem psychisch anstrengenden Saison ging Baserga nicht als Titelfavorit in die Juniorenweltmeisterschaften 2021, gewann aber sowohl Sprint als auch Verfolgung, wurde damit zur erfolgreichsten Athletin der Wettkämpfe und durfte infolgedessen beim Saisonfinal in Östersund erstmals im Weltcup starten, wo sie den 83. Rang im Sprint belegte.

### Olympische Spiele und Staffelpodeste im Weltcup
Zu Beginn des Winters 2021/22 war sie von vornherein Teil des Weltcupteams und gewann beim Auftaktsprint als 34. erste Ranglistenpunkte. Auch bei ihrem ersten Staffeleinsatz ging es mit Lena Häcki, Aita und Selina Gasparin sofort unter die besten Zehn. Zu Beginn des neuen Jahres verbesserte die 21-jährige als 28. des Einzels in Antholz ihre Einzelleistung und wurde in ihrem Debütjahr sofort für die Olympischen Spiele von Peking nominiert. Dort ging es mit der Mixedstaffel auf Rang 8, bestes Einzelergebnis war Platz 39 im Verfolger. Beim ersten Staffelrennen der Saison 2022/23 lief die Schweizerin mit Lena Häcki-Groß, Aita und Elisa Gasparin auf Platz fünf, liess die folgenden Wettkämpfe aber krankheitsbedingt aus. In Le Grand-Bornand und auf der Pokljuka stellte Baserga in drei aufeinanderfolgenden Rennen ihre Bestleistung ein und lief bis auf Platz 12 in der Verfolgung, am 8. Januar 2023 stieg sie mit ihrem Kindheitsfreund Niklas Hartweg auf den dritten Platz in der Single-Mixedstaffel und realisierte damit ihr erstes Weltcuppodium. Mit der Damenstaffel verpasste sie in Ruhpolding als Vierte einen Podestplatz knapp, zusammen mit Niklas Hartweg aber war sie an den Europameisterschaften in der Lenzerheide erfolgreich und gewann hinter Norwegen die Silbermedaille. Nach der WM, die nicht besonders erfolgreich verlief, kam Baserga in Nové Město und Östersund vor allem läuferisch in Form und erzielte trotz Schiessfehlern zwei 19. Plätze. In Tschechien lief sie mit Niklas Hartweg abermals auf das Podest, wieder war lediglich Norwegen zu stark. Die Saison schloss die Schweizerin als 35. der Gesamtwertung ab und war damit in der stark entwickelten Mannschaft viertbeste Athletin ihres Landes.
In den Winter 2023/24 fand Baserga stark hinein. Zunächst wurde sie in Östersund Zwölfte des Einzels und lief mit der Damenstaffel bis auf Platz vier, konstante Ergebnisse innerhalb der Punkteränge führten in Ruhpolding zu einem weiteren zwölften Platz im Verfolger sowie erneut dem vierten Rang mit der Staffel. Beim Weltcupwochenende in Antholz trat die Schweizerin schliesslich auch ihren ersten Massenstart an und lief auf Anhieb auf Rang zehn. Bei den Weltmeisterschaften spielte die Schweizer Mannschaft in den Individualrennen, auch aufgrund von Materialproblemen, im Kampf um vordere Platzierungen keine Rolle. Jedoch erreichte Baserga gemeinsam mit Sebastian Stalder, Niklas Hartweg und Lena Häcki-Groß Rang vier im Mixedbewerb, wobei auf die drittplatzierten Schweden im Ziel lediglich eine Sekunde fehlte. Am Saisonende realisierte sie in Canmore mit Rang neun im Massenstart ihr erstes einstelliges Weltcupergebnis.

### Erstes Einzelpodium
Im ersten Trimester der Saison 2024/25 agierte Baserga zwar gut am Schiessstand, liess allerdings in der Laufstärke nach und konnte so zunächst nicht an die Ergebnisse der Vorsaison anschliessen. Nach dem Jahreswechsel kam sie in Oberhof sprichwörtlich wieder in Schwung, lief im Verfolgungswettkampf von Rang 20 auf 11 und verpasste das Podest im Single-Mixed-Rennen mit Niklas Hartweg nur knapp. Ihr endgültiger Durchbruch gelang der 24-Jährigen aber beim Wochenende von Ruhpolding, bei welchem sie im Einzel erstmalig in ihrer Karriere alle zwanzig Scheiben traf und als Drittplatzierte ihr erstes Podium in einem Individualwettkampf verwirklichte.

## Persönliches

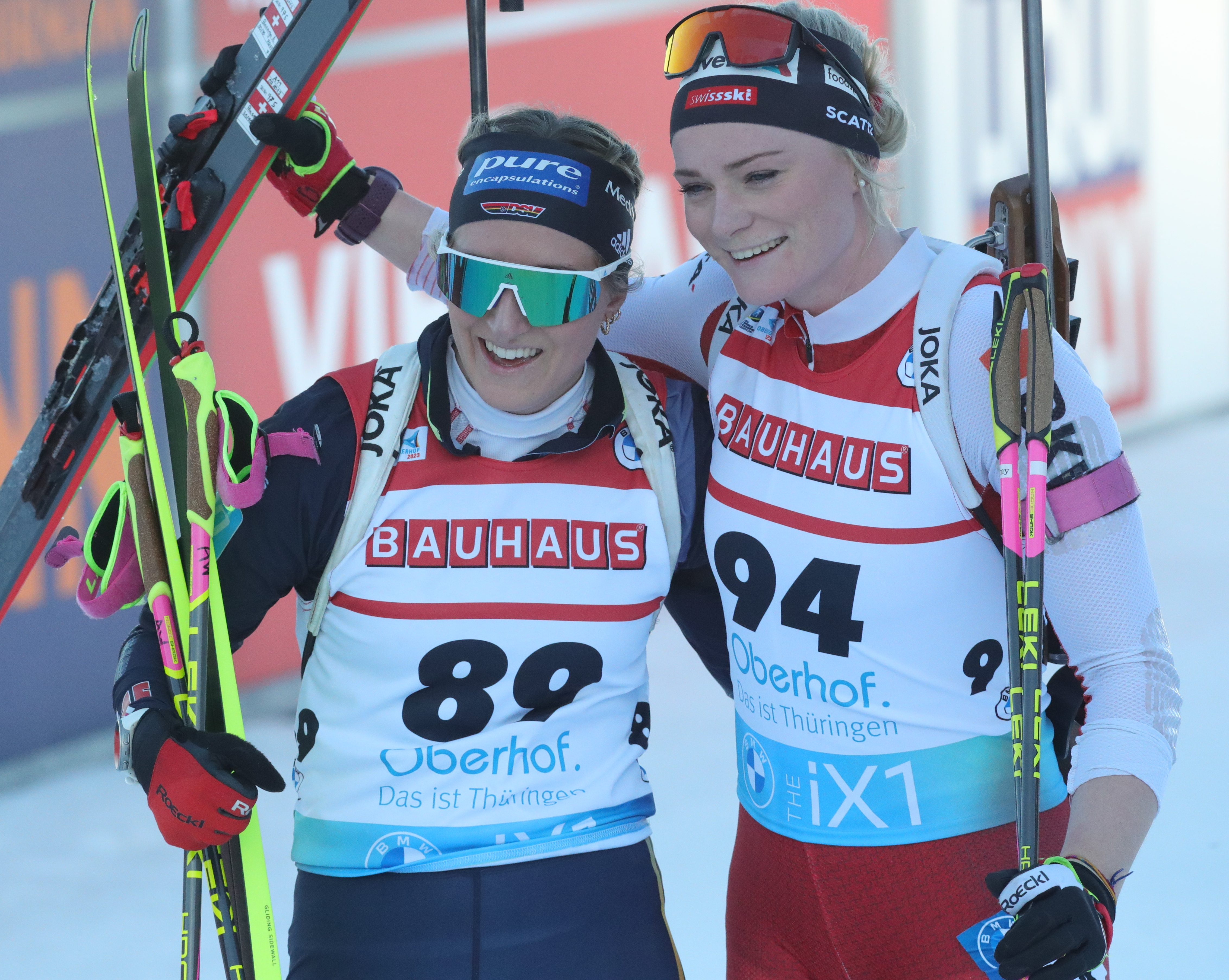
Baserga (rechts) und Anna Weidel bei der WM 2023 in Oberhof

Amy Baserga ist in Zürich zur Welt gekommen, im etwa 40 km entfernten Einsiedeln aufgewachsen und startet für den dortigen SC Einsiedeln. Sie hat einen älteren Bruder, durch den sie den Biathlonsport entdeckt hat. Im August 2020 kam Basergas Lebensgefährte, der Mountainbiker Lucas Schmid, bei einem Motorradunfall ums Leben, was die damals 19-Jährige in ihrer Karriere deutlich zurückwarf. Daraufhin kam der Gewinn der Goldmedaille bei den Juniorenweltmeisterschaften 2021 ziemlich überraschend.

## Statistiken

### Weltcupplatzierungen
Die Tabelle zeigt alle Platzierungen (je nach Austragungsjahr einschliesslich Olympische Spiele und Weltmeisterschaften).
- 1.–3. Platz: Anzahl der Podiumsplatzierungen
- Top 10: Anzahl der Platzierungen unter den ersten zehn (einschliesslich Podium)
- Punkteränge: Anzahl der Platzierungen innerhalb der Punkteränge (einschliesslich Podium und Top 10)
- Starts: Anzahl gelaufener Rennen in der jeweiligen Disziplin
- Staffel: inklusive Mixed- und Single-Mixed-Staffeln

| Platzierung            | Einzel | Sprint | Verfolgung | Massenstart | Staffel | Gesamt |
| ---------------------- | ------ | ------ | ---------- | ----------- | ------- | ------ |
| 1. Platz               |        |        |            |             |         |        |
| 2. Platz               |        |        |            |             | 1       | 1      |
| 3. Platz               | 1      |        |            |             | 1       | 2      |
| Top 10                 | 1      |        |            | 2           | 17      | 20     |
| Punkteränge            | 9      | 14     | 9          | 4           | 19      | 55     |
| Starts                 | 10     | 19     | 12         | 4           | 19      | 64     |
| Stand: 16. Januar 2025 |        |        |            |             |         |        |

### Weltcupwertungen
Ergebnisse bei Weltcups (Disziplinen- und Gesamtweltcup) gemäß Punktesystem.
| Saison  | Einzel | Einzel | Sprint | Sprint | Verfolgung | Verfolgung | Massenstart | Massenstart | Gesamt | Gesamt |
| Saison  | Platz  | Punkte | Platz  | Punkte | Platz      | Punkte     | Platz       | Punkte      | Platz  | Punkte |
| ------- | ------ | ------ | ------ | ------ | ---------- | ---------- | ----------- | ----------- | ------ | ------ |
| 2021/22 | 47.    | 13     | 75.    | 14     | 75.        | 6          | –           | –           | 71.    | 33     |
| 2022/23 | 18.    | 44     | 41.    | 51     | 30.        | 62         | –           | –           | 35.    | 157    |
| 2023/24 | 17.    | 52     | 33.    | 67     | 33.        | 64         | 19.         | 81          | 25.    | 264    |

### Olympische Winterspiele
Ergebnisse bei Olympischen Winterspielen:
|                                        | Einzelwettbewerbe | Einzelwettbewerbe | Einzelwettbewerbe | Einzelwettbewerbe | Staffelwettbewerbe | Staffelwettbewerbe |
| Einzel                                 | Sprint            | Verfolgung        | Massenstart       | Damenstaffel      | Mixedstaffel       |                    |
| -------------------------------------- | ----------------- | ----------------- | ----------------- | ----------------- | ------------------ | ------------------ |
| Olympische Winterspiele 2022 \| Peking | 69.               | 54.               | 39.               | –                 | DNF                | 8.                 |

### Biathlon-Weltmeisterschaften
Ergebnisse bei den Weltmeisterschaften:
| Weltmeisterschaften | Weltmeisterschaften | Einzelwettbewerbe | Einzelwettbewerbe | Einzelwettbewerbe | Einzelwettbewerbe | Staffelwettbewerbe | Staffelwettbewerbe | Staffelwettbewerbe |
| Jahr                | Ort                 | Einzel            | Sprint            | Verfolgung        | Massenstart       | Damenstaffel       | Mixedstaffel       | S.-M.-Staffel      |
| ------------------- | ------------------- | ----------------- | ----------------- | ----------------- | ----------------- | ------------------ | ------------------ | ------------------ |
| 2023                | Oberhof             | 38.               | 39.               | 26.               | –                 | 8.                 | –                  | –                  |
| 2024                | Nové Město          | 51.               | 54.               | 54.               | –                 | 9.                 | 4.                 | –                  |

### Jugend-/ Juniorenweltmeisterschaften

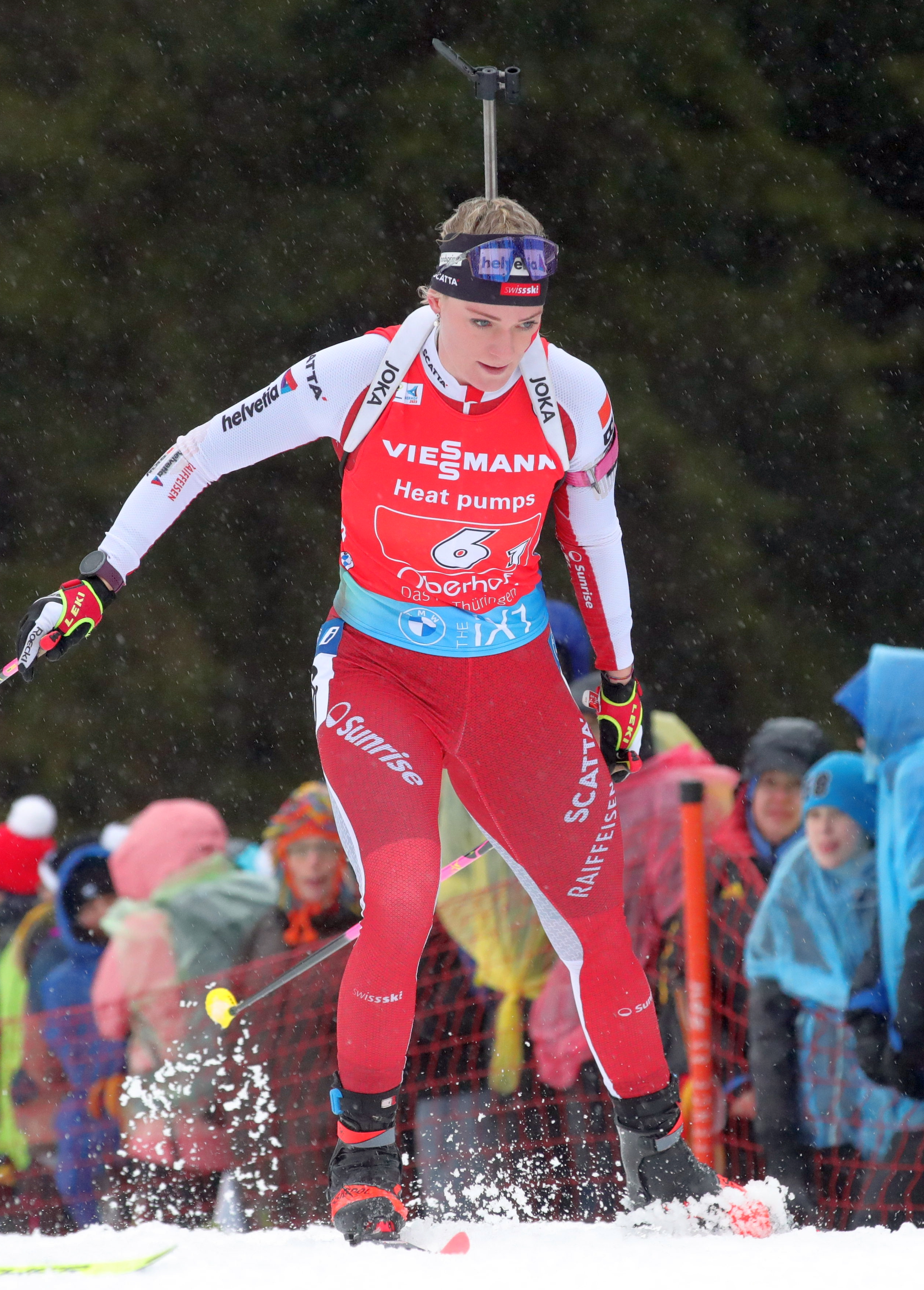
Baserga im Staffelrennen der WM 2023

Baserga nahm bis 2019 an den Jugend-, ab 2020 an den Juniorenwettkämpfen teil.
| Weltmeisterschaften | Weltmeisterschaften | Einzelwettbewerbe | Einzelwettbewerbe | Einzelwettbewerbe | Damenstaffel |
| Jahr                | Ort                 | Einzel            | Sprint            | Verfolgung        | Damenstaffel |
| ------------------- | ------------------- | ----------------- | ----------------- | ----------------- | ------------ |
| 2017                | Osrblie             | 23.               | 23.               | 24.               | 7.           |
| 2018                | Otepää              | 8                 | 16.               | 3.                | 19.          |
| 2019                | Osrblie             | 7.                | 2.                | 1.                | –            |
| 2020                | Lenzerheide         | 3.                | 4.                | 6.                | 14.          |
| 2021                | Obertilliach        | 4.                | 1.                | 1.                | 7.           |

### Junior-Cup-Siege
| Nr. | Datum         | Ort      | Disziplin      |
| --- | ------------- | -------- | -------------- |
| 1.  | 14. Dez. 2019 | Pokljuka | Sprint         |
| 2.  | 15. Dez. 2019 | Pokljuka | Mixedstaffel 1 |
| 3.  | 21. Dez. 2019 | Martell  | Verfolgung     |
| 4.  | 6. März 2020  | Arber    | Supersprint    |

## Auszeichnungen
- 2021: Best Talent Sport